# Rhipicephalus
Rhipicephalus er en slægt af flåter, først beskrevet af Koch i 1844. Ifølge Catalogue of Life indgår Rhipicephalus i familien Ixodidae, men Dyntaxa regner den til Amblyommidae.

## Arter iRhipicephalus, i alfabetisk rækkefølge[1][2]
- Rhipicephalus annulatus
- Rhipicephalus appendiculatus
- Rhipicephalus aquatilis
- Rhipicephalus armatus
- Rhipicephalus arnoldi
- Rhipicephalus bequaerti
- Rhipicephalus bergeoni
- Rhipicephalus boueti
- Rhipicephalus bursa
- Rhipicephalus camicasi
- Rhipicephalus capensis
- Rhipicephalus carnivoralis
- Rhipicephalus complanatus
- Rhipicephalus compositus
- Rhipicephalus cuspidatus
- Rhipicephalus decoloratus
- Rhipicephalus deltoideus
- Rhipicephalus distinctus
- Rhipicephalus duttoni
- Rhipicephalus dux
- Rhipicephalus exophthalmos
- Rhipicephalus follis
- Rhipicephalus fulvus
- Rhipicephalus geigyi
- Rhipicephalus gertrudae
- Rhipicephalus glabroscutatum
- Rhipicephalus guilhoni
- Rhipicephalus haemaphysaloides
- Rhipicephalus humeralis
- Rhipicephalus hurti
- Rhipicephalus interventus
- Rhipicephalus jeanneli
- Rhipicephalus kochi
- Rhipicephalus kohlsi
- Rhipicephalus leporis
- Rhipicephalus longiceps
- Rhipicephalus longicoxatus
- Rhipicephalus longus
- Rhipicephalus lounsburyi
- Rhipicephalus lunulatus
- Rhipicephalus maculatus
- Rhipicephalus masseyi
- Rhipicephalus microplus
- Rhipicephalus moucheti
- Rhipicephalus muehlensi
- Rhipicephalus muhsamae
- Rhipicephalus neumanni
- Rhipicephalus nitens
- Rhipicephalus oculatus
- Rhipicephalus oreotragi
- Rhipicephalus pilans
- Rhipicephalus planus
- Rhipicephalus praetextatus
- Rhipicephalus pravus
- Rhipicephalus pseudolongus
- Rhipicephalus pulchellus
- Rhipicephalus pumilio
- Rhipicephalus punctatus
- Rhipicephalus pusillus
- Rhipicephalus ramachandrai
- Rhipicephalus rossicus
- Rhipicephalus sanguineus
- Rhipicephalus scalpturatus
- Rhipicephalus schulzei
- Rhipicephalus sculptus
- Rhipicephalus senegalensis
- Rhipicephalus serranoi
- Rhipicephalus simpsoni
- Rhipicephalus simus
- Rhipicephalus sulcatus
- Rhipicephalus supertritus
- Rhipicephalus theileri
- Rhipicephalus tricuspis
- Rhipicephalus turanicus
- Rhipicephalus warburtoni
- Rhipicephalus zambeziensis
- Rhipicephalus ziemanni
- Rhipicephalus zumpti

## Eksterne links
- Wikimedia Commons har flere filer relateret til Rhipicephalus

- Wikispecies har taksonomi med forbindelse til  Rhipicephalus